# Wysokie Mazowieckie
Wysokie Mazowieckie (pierwotnie Wysokie, w zaborze rosyjskim Mazowieck) – miasto w województwie podlaskim, siedziba powiatu wysokomazowieckiego, położone na Nizinie Północnopodlaskiej, nad rzeką Brok (dopływ Bugu).

## Położenie
Wysokie Mazowieckie leży w południowo-zachodniej części województwa podlaskiego, w mezoregionie Wysoczyzny Wysokomazowieckiej.
Miasto położone jest przy głównych szlakach komunikacyjnych o znaczeniu krajowym i regionalnym: Zambrów – Brańsk, Wysokie Mazowieckie – Białystok.
Wysokie Mazowieckie znajduje się w odległości 50 km od Białegostoku, siedziby województwa, 120 km od Warszawy i 100 km od wschodniej granicy.
Powierzchnia miasta wynosi 1520 ha, z czego:
- 700 ha – stanowią użytki rolne,
- 130 ha – lasy i zadrzewienia,
- 238 ha – tereny osiedlowe i komunikacyjne,
- 8 ha – wody,
- 440 ha – pozostałe[3]

Miasto jest siedzibą powiatu wysokomazowieckiego i stanowi 1,19% jego powierzchni.
Miasto prywatne posiadało w 1503 roku prawo magdeburskie. Położone było w ziemi drohickiej województwa podlaskiego.
W latach 1975–1998 miasto administracyjnie należało do województwa łomżyńskiego.

## Historia
Nieznane są okoliczności powstania osady, która dała początek późniejszemu miastu Wysokie Mazowieckie. Pewnym jest, że kiedy organizowało się państwo Piastów, nie było tu siedzib Jaćwingów, którzy zajmowali tereny na północ od Biebrzy.
W początkach polskiej państwowości było to pogranicze Mazowsza z Rusią, a później Polski i Litwy. W rywalizacji o te tereny największą aktywność wykazali książęta mazowieccy, którym w okresie od X do XIII wieku udało się stworzyć na tym terenie organizację grodową i przyporządkować te ziemie. Dzisiejsi mieszkańcy tej ziemi to właśnie potomkowie drobnej szlachty mazowieckiej, która osiedliła tu za czasów Księstwa Mazowieckiego.

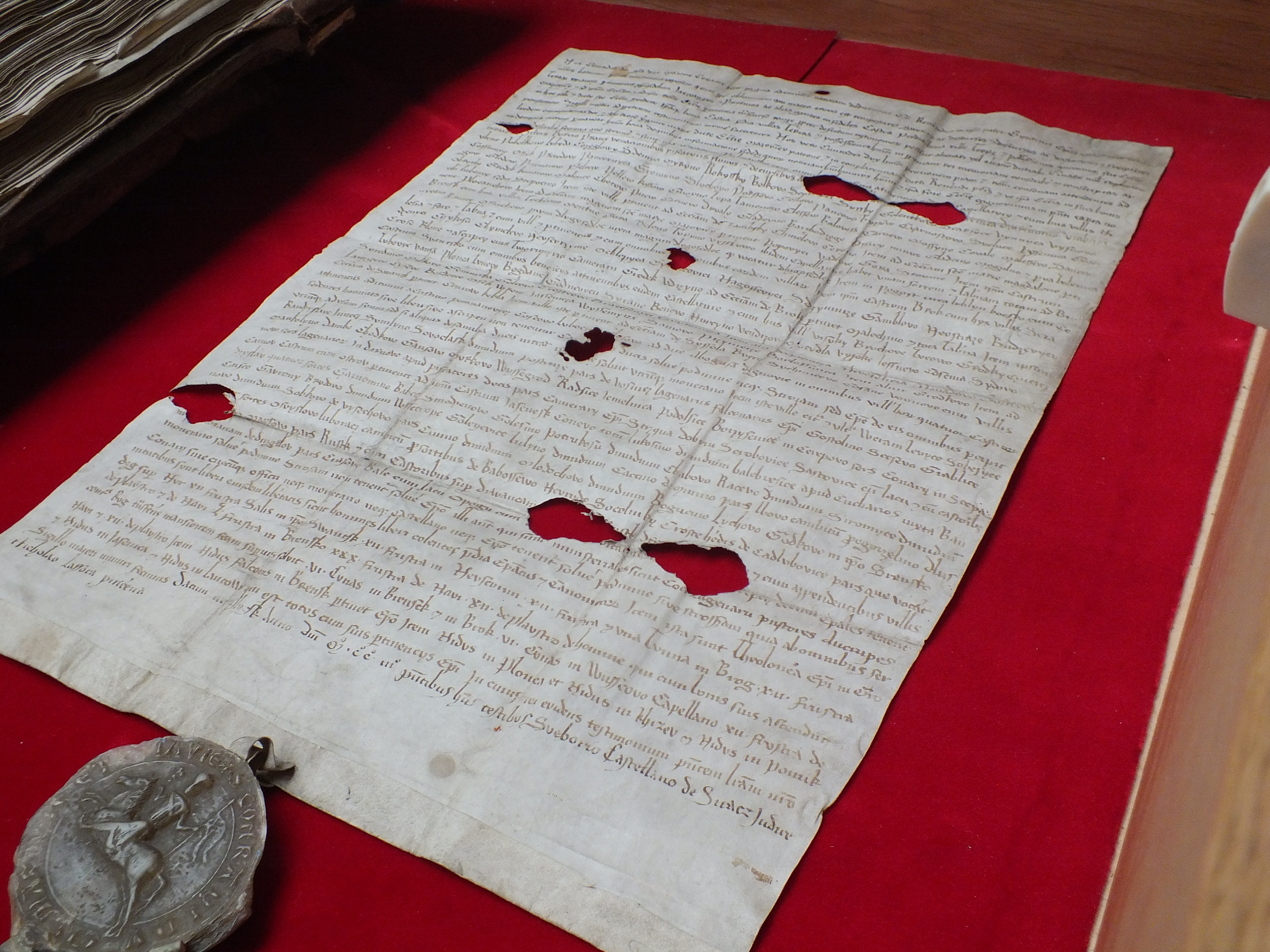
Dokument księcia Konrada mazowieckiego potwierdzający dobra biskupstwa płockiego

Mazowieckim osadnikom zawdzięcza się powstanie pierwszych osad na tych terenach. Jedną z nich była osada Wysokie. W dokumencie z 1239 roku znajdującym się w archiwum diecezjalnym w Płocku (przechowywany jest w płockim Muzeum Diecezjalnym), który tyczy się kasztelanii święckiej jest wymieniona osada Vysoke (Wysokie). Nazwa Wysokie jest pochodzenia topograficznego i wiąże się z rzeźbą terenu. Pierwotnie osadę wzniesiono na prawej stronie rzeki Brok na wysoczyźnie która w tej okolicy wznosi się ok. 150 m n.p.m. Jest to osada dawnej ziemi drohickiej leżącej w kasztelanii święckiej, której ślady pozostały do dziś w postaci grodziska w Święcku-Strumianach.
Została zniszczona w XIII i XIV w.
W Bibliotece PAN i PAU w Krakowie znajduje się „Notat” po ks. Zygmuncie Kozickim, dzięki tym zapiskom początki Wysokiego (Wyschokye) Mazowieckiego udało się cofnąć o kilka lat do 1464 r., kiedy ta osada była jeszcze w posiadaniu Niekrasza.
W 1469 roku Kazimierz IV Jagiellończyk założył osadę Wysokie, zaś w 1490 roku osadził miasto Wysokie na czynszu, zaś książę Aleksander aktem z dnia 11 września 1494 roku określił granicę nowo założonego miasta i nadał wójtostwo Janowi Hińczy z Wierzchucy.
W Tekach Naruszewicza znajdujących się w Bibliotece Czartoryskich w Krakowie wpisano nieznane nadanie przywileju na targi dla miasta Wysokie, które 6 września 1499 r. w Wilnie uczynił Aleksander Jagiellończyk oraz inny dokument Aleksandra z 24 czerwca 1505 r., potwierdzający wójtostwo Janowi Hińczy.
W Muzeum Narodowym w Krakowie znajduje się oryginalny akt, którym Aleksander król elekt w Mielniku w 1501 r. nadał Janowi Hińczy, wójtowi dziedzicznemu w mieście Wysokiem browar, na który tenże Hincza już przedtem otrzymał dokument w języku ruskim.
4 stycznia 1503 roku ten sam Aleksander, już jako król, wydał w Wilnie przywileje na mocy którego miasto otrzymało prawa magdeburskie. Potwierdzony w 1519 roku. Następstwem czego był szybki rozwój miasta, które w XVI wieku stało się jednym z najważniejszych ośrodków miejskich na Podlasiu.
Miasto znajdowało się w dzierżawie kolejnych starostów drohickich i wysockich: Jakuba Dowojnowicza, Jana Litawora Chreptowicza, Stanisława Olędzkiego, Aleksandra Czosnowskiego i Przecława Gnojeńskiego.
W XVI wieku bierze również początek zmiana nazwy miasta na Wysokie Mazowieckie, celem odróżnienia go od miasta Wysokie leżącego na Litwie.
W 1569 roku król Zygmunt II August nadał miasto księciu litewskiemu Mikołajowi Radziwiłłowi i od tego czasu Wysokie przestało być miastem królewskim. Już w 1582 roku Radziwiłłowie sprzedali dobra Wysokie Hieronimowi Makowieckiemu. Natomiast od połowy XVII wieku do 1689 roku ziemie te przechodzą na własność Opackich, a od 1697 roku do Szczuków. W 1741 Marianna Kątska córka Wiktorii ze Szczuków Kątskiej bierze ślub z Eustachym Potockim wnosząc jako posag dobra wysokomazowieckie. Na mocy testamentu Eustachego Potockiego z 1768 roku właścicielem Wysokiego zostaje jego niepełnoletni syn Jerzy Michał Potocki, który w 1771 roku wraz z braćmi (po osiągnięciu pełnoletności) dokonuje ostatecznego podziału spodku po ojcu. W 1775 roku dobra te należały do Jana Potockiego.
Podczas najazdu szwedzkiego, miasto zostało prawie całkowicie zniszczone. W XVIII wieku następuje powolna odbudowa miasta. Przywilej Stanisława II Augusta z 24 maja 1780 roku nadaje dobrom Wysokie Mazowieckie będącym w posiadaniu Andrzeja Piotrowskiego, pozwolenie na odbywanie się jarmarków na św. Rocha, św. Antoniego, św. Andrzeja i św. Annę.

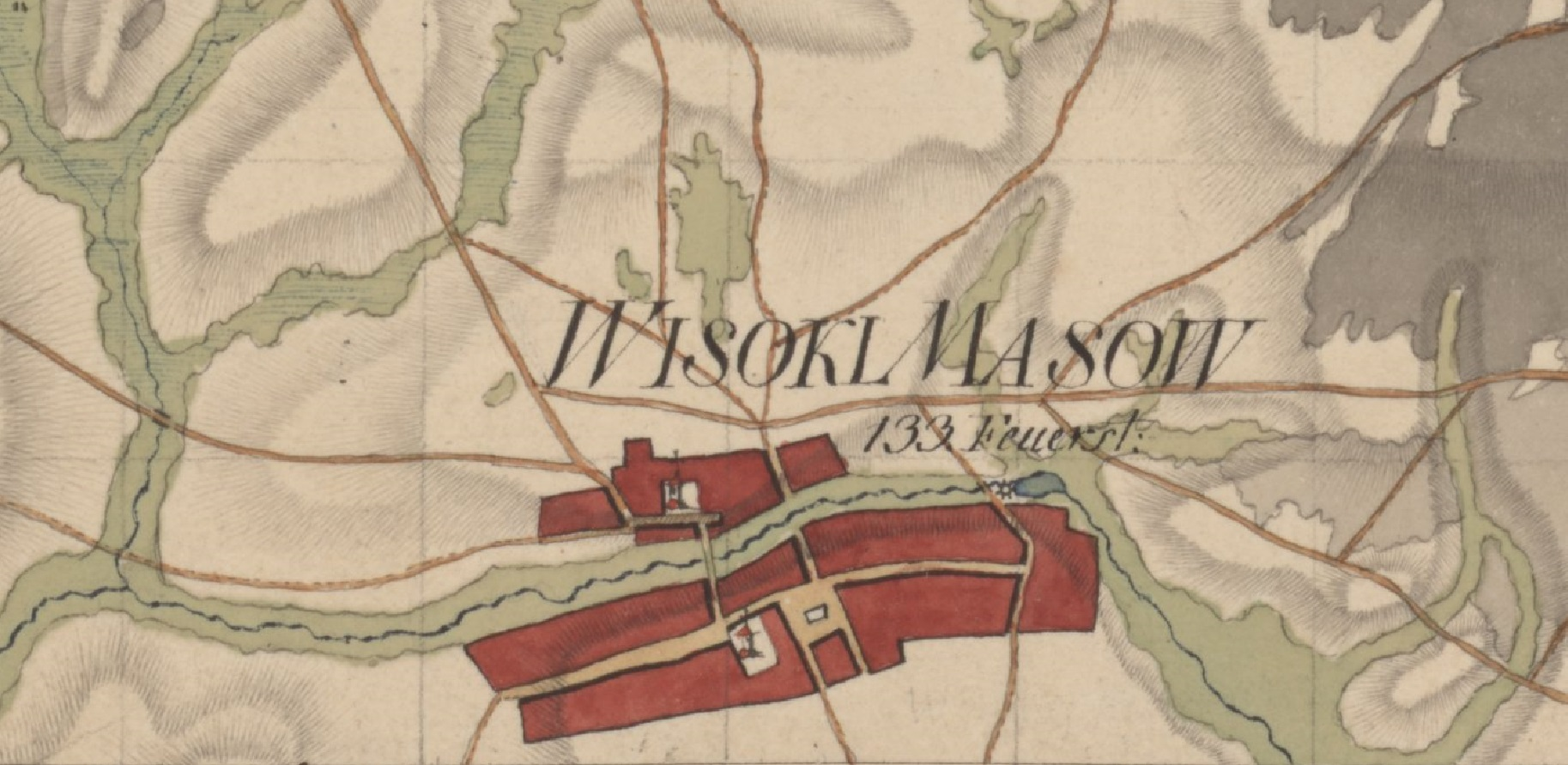
Wysokie Mazowieckie na fragmencie mapy Nowych Prus Wschodnich z 1795 roku

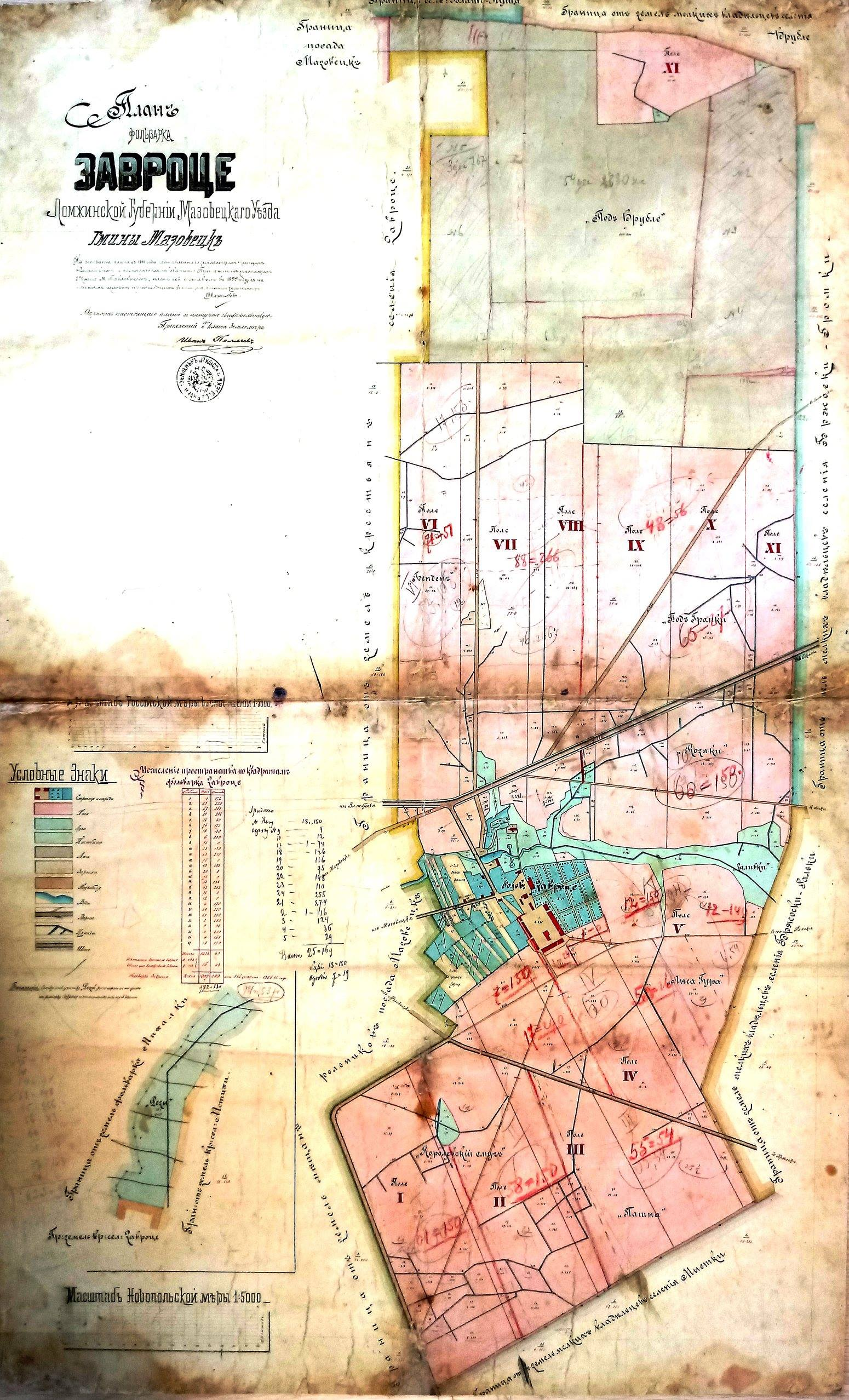
Plan Folwarku Zawrocie z 1899 r. (ul. Białostocka)

W kolejnych latach Wysokie znajdowało się w posiadaniu Ignacego Pudłowskiego, cześnika podlaskiego, od którego 18 maja 1789 roku zakupiła je Aniela Węgierska. Około 1800 roku liczba mieszkańców wynosiła 864 mieszkańców (o 4 więcej niż w 1580), a liczba budynków wynosiła 134 (o 9 mniej niż w 1580 roku). Około 1801 roku dobra Wysokie wraz z okolicznymi wsiami Osipy, Mścichy, Zawrocie, Gołasze-Puszcza, Mystki-Rzym (łącznie około 5 tys. ha) objął jej wnuk, Michał Węgierski, żonaty z Justyną Wielopolską (ciotką Aleksandra Wielopolskiego). W tym czasie dochodzi do sporu między Węgierskimi a obywatelami Wysokiego dotyczącego ustroju miasta, w tym kwestii utrzymania burmistrza. W 1814 roku, po bezpotomnej śmierci Michała Węgierskiego, doszło do podziału dóbr Wysokie na dwie równie części między jego siostrę Konstancję Węgierską a ich kuzynów. W 1821 roku dziedzicem Wysokiego był Adam Węgierski, który wykupił udziały innych członków swojej rodziny. Po jego śmierci w 1829 roku dobra Wysokie przypadły jego dzieciom: Ludwikowi Węgierskiemu (1802–1846) oraz Róży (1804–1872), zamężnej z Ludwikiem Fiszerem (1800–1877). W 1839 roku Ludwik Węgierski sprzedał swoją część Wysokiego szwagrowi. Do Ludwika Fiszera należały również okoliczne lasy. Fiszerowie władali Wysokiem do 1864 roku.
W połowie XIX wieku następuje ponowne ożywienie rynku targowego oraz 5 ulic: Długiej, Dworskiej, Zarzecznej, Mystkowskiej, Kościelnej.
W nocy z 23/24 stycznia 1863 roku miała miejsce bitwa w Wysokiem Mazowieckiem oddziałów powstańczych z Kozakami. Na miejscowym cmentarzu znajduje się grób powstańców styczniowych.
W 1865 r. liczba mieszkańców wzrosła do 2865, a domów do 176. W 1869 r. miasto zostało zdegradowane do rzędu osady wiejskiej. Odzyskanie praw miejskich nastąpiło dopiero 4 lutego 1919 roku.

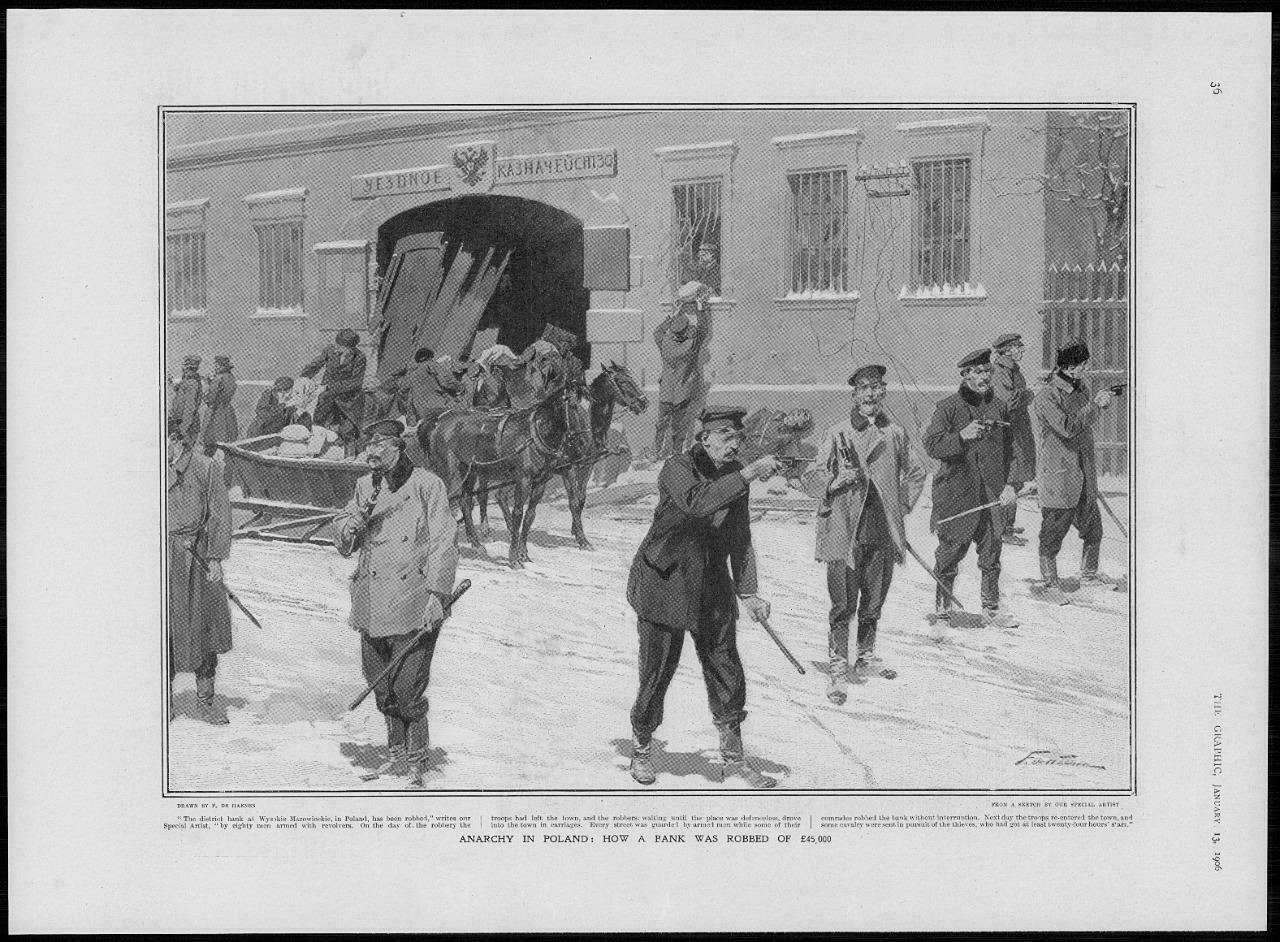
W nocy z 26 na 27 grudnia 1905 roku Organizacja Techniczno-Bojowa Polskiej Partii Socjalistycznej, pod dowództwem Ludwika Śledzińskiego, dokonała napadu na kasę powiatową

W nocy z 26 na 27 grudnia 1905 roku Organizacja Techniczno-Bojowa Polskiej Partii Socjalistycznej, pod dowództwem Ludwika Śledzińskiego, dokonała napadu na kasę powiatową. Zdobyto około 480 tys. rubli, które przeznaczono na działalność rewolucyjną PPS, zakup amunicji i broni. Pierwotnie pieniądze zostały przesłane przez władze zaborcze z Petersburga z przeznaczeniem na budowę fortu wojskowego w Zambrowie.

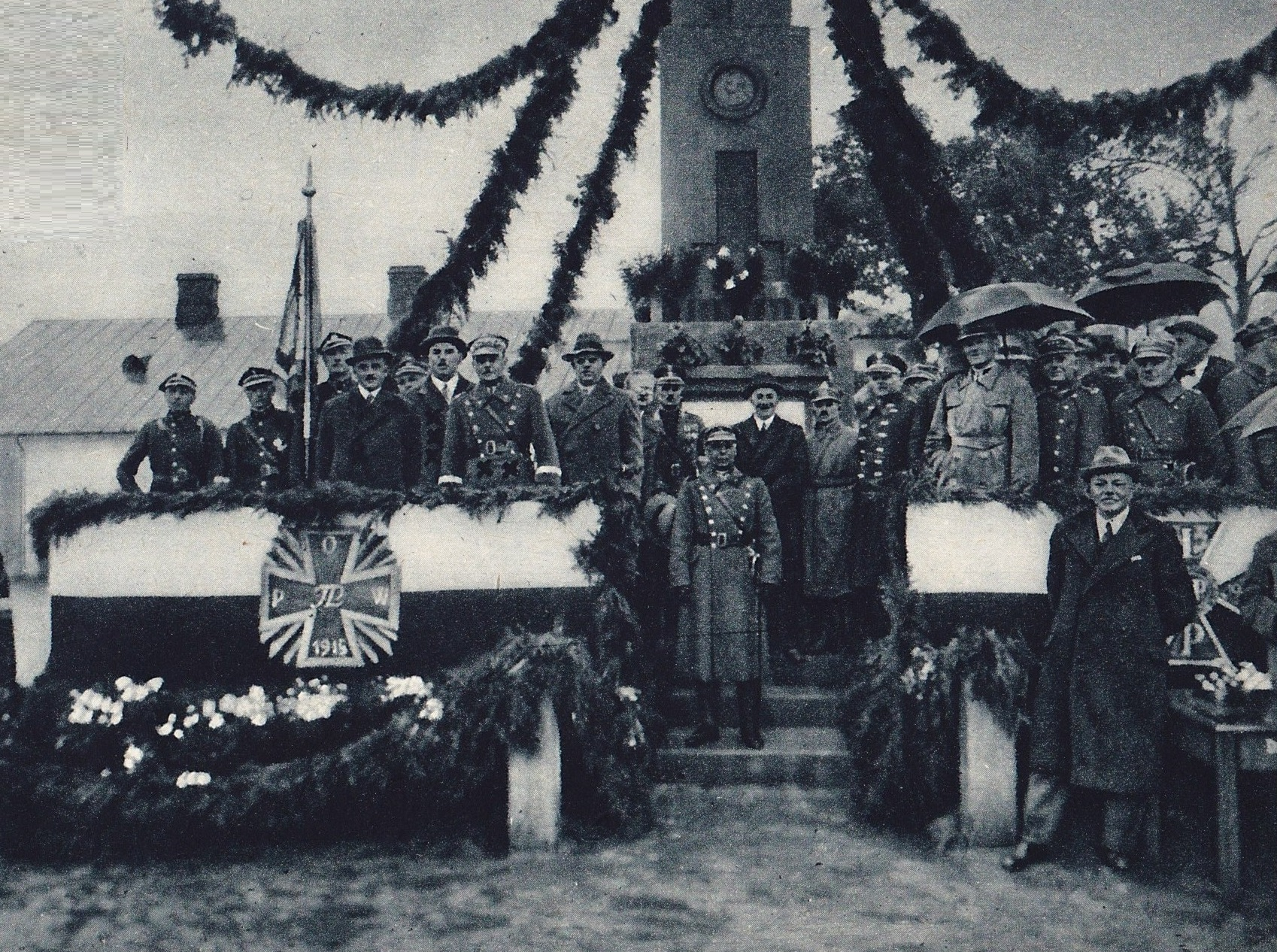
Uroczystość poświęcenia sztandaru P.O.W. (Polskiej Organizacji Wojskowej) – listopad 1932 r.

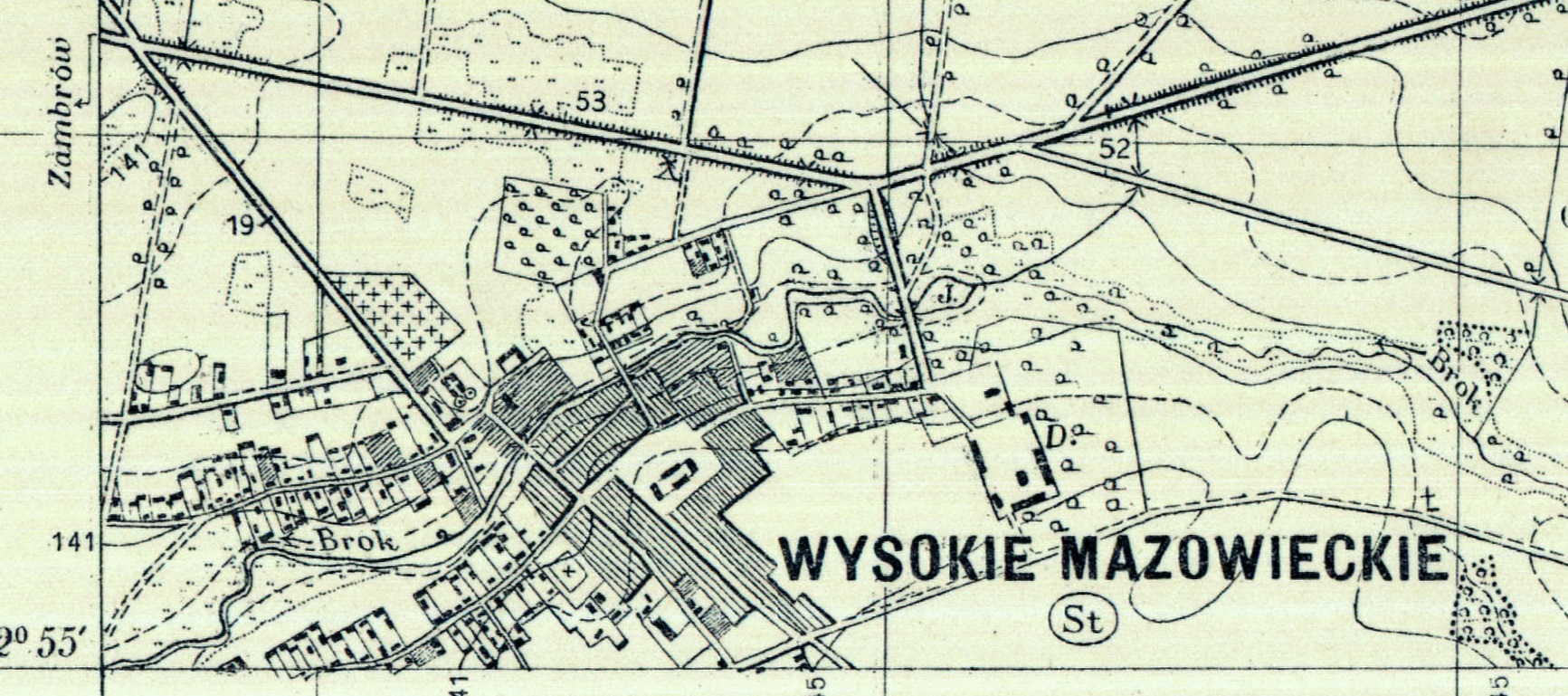
Wysokie Mazowieckie na fragmencie mapy z 1933 roku

W okresie międzywojennym przywrócono miastu historyczną nazwę Wysokie Mazowieckie, które stało się stolicą powiatu mazowieckiego. Ustawą z dnia 2 sierpnia 1919 roku powiat został włączony do województwa białostockiego. Na terenie miasta wybudowano remizę, pocztę i stadion. Rozpoczęto rozbudowę i zagęszczenie zabudowy miasta.
14 września 1936 roku na jarmarku w Wysokiem Mazowieckiem doszło do zajść antyżydowskich, którą wywołała grupa młodzieży należąca do Stronnictwa Narodowego. Wybito 300 szyb i przewrócono 4 stragany żydowskie. Skutkiem rzucania kamieniami z tłumu doznało kontuzji 5 osób: 4 żydów i 1 chrześcijanin.
W styczniu 1937 roku w więzieniu – Miejscu Odosobnienia w Berezie Kartuskiej – przebywało 10 członków Stronnictwa Narodowego z powiatu wysokomazowieckiego.

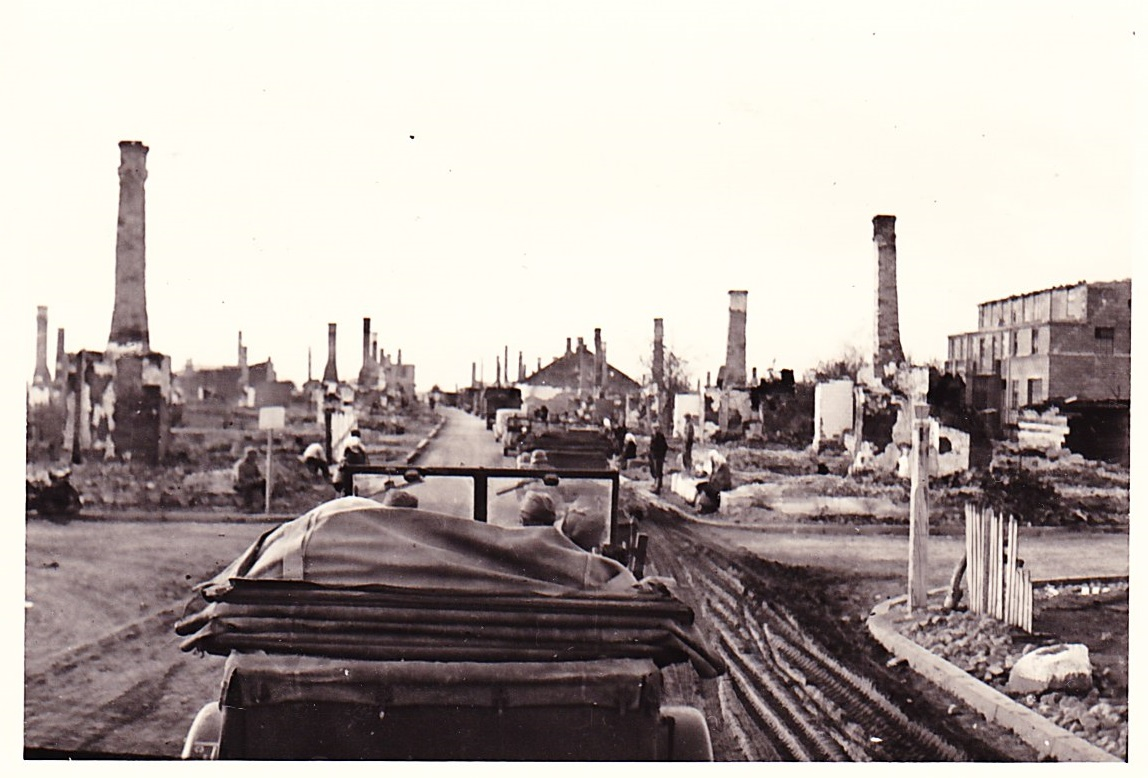
Widok miasta zniszczonego podczas walk kampanii wrześniowej, widoczne wkroczenie wojsk niemieckich – 10 września 1939

10 września 1939 miasto zostało zajęte przez wojska niemieckie; spodziewając się oporu, prowadziło ono przed sobą ludność z okolicznych wsi. W wyniku porozumienia niemiecko-radzieckiego Wysokie zostało jednak włączone do Białoruskiej SRR. Niemcy ponownie opanowali miasto wraz z atakiem na Związek Radziecki 22 czerwca 1941, wcielając je później wraz z całym okręgiem białostockim do Rzeszy. Władze niemieckie przystąpiły do realizacji polityki terroru wobec ludności polskiej oraz całkowitej eksterminacji ludności żydowskiej. Szacowane straty, bez ludności żydowskiej, w całym powiecie wysokomazowieckim wyniosły 3892 osoby, w tym znaczną ilość stanowili mieszkańcy miasta. Z 2 tysięcy mieszkańców miasta pochodzenia żydowskiego wojnę przetrwało tylko kilkanaście osób.
Miasto zostało zdobyte 13 sierpnia 1944 roku przez jednostki 3 Armii 2 Frontu Białoruskiego (żołnierzy, którzy polegli w walce o miasto upamiętnił pomnik przy ul. Zambrowskiej).
W 1946 roku miasto liczyło zaledwie 2121 mieszkańców i kilkadziesiąt zrujnowanych budynków.
Po wojnie dopiero w 1956 roku miasto zaczyna odżywać. W latach 1956–1980 zbudowano 77 obiektów gospodarczych i użyteczności publicznej, między innymi: Zakłady Okręgowej Spółdzielni Mleczarskiej, Maszyn Drogowych, Wiejski Dom Towarowy. Powstaje 8 nowych osiedli mieszkaniowych i 8 ulic, których aktualna liczba wynosi 55. Miasto staje się również znaczącym ośrodkiem szkolnictwa i życia kulturalnego. Funkcjonują Szkoła Podstawowa nr 1, Szkoła Podstawowa nr 2, Zasadnicza Szkoła Zawodowa, Zawodowe Liceum Handlowe, Zespół Szkół Ogólnokształcących, Zespół szkół zawodowych, centrum kształcenia zawodowego.
W 1975 roku Wysokie Mazowieckie włączono do nowo powstałego województwa łomżyńskiego. W roku 1999 stało się ponownie miastem powiatowym w województwie podlaskim.

## Oświata
W 1838 roku na polecenie biskupa rozpoczęto budowę szkoły, którą ukończono w roku 1842 dzięki dużemu zaangażowaniu Jana Dąbrowskiego. Naukę w szkole, utrzymywanej przez parafię i mieszkańców, pobierało 115 dzieci. Brak funduszy uniemożliwił utrzymanie dwóch nauczycieli, stąd zajęcia prowadził wikariusz Jan Dąbrowski.
W 1904 roku w Wysokiem Mazowieckiem wybudowano nowy, bardziej obszerny budynek szkoły gminnej. Przeznaczono na ten cel 5000 rubli. Szkoły wiejskie utrzymywali sami rodzice, pozostałe korzystały z pomocy państwa. W 1898 roku szkoła w Wysokiem Mazowieckiem otrzymała również z kasy państwowej 162 ruble na pensje dla stróża, zakup drewna na opał, bibliotekę i korespondencję z władzami.
W latach trzydziestych powstało Towarzystwo Przyjaciół Miasta Wysokie Mazowieckie, z którego inicjatywy powstały później Szkoła Zawodowa o kierunku ekonomicznym i Czteroletnia Szkoła Handlowa w Wysokiem Mazowieckiem, która otrzymała numer 106 H. Była to pierwsza szkoła średnia w dziejach miasta. Do pierwszej matury w 1937 roku przystąpiło 30 abiturientów. Świadectwo maturalne uzyskało 10.
Poziom organizacyjny Publicznej Szkoły Powszechnej podniesiono do pełnej siedmioklasowej. W 1926 roku powstała w szkole drużyna harcerska im. Tadeusza Kościuszki, której opiekunem był E. Jagusik.
Podczas II wojny światowej tajne nauczanie na terenie miasta, na poziomie szkoły powszechnej prowadzili: Zofia Dworakowska, Ludwik Wiśniewski, Pelagia Plonskowa, Pelagia Murawska.

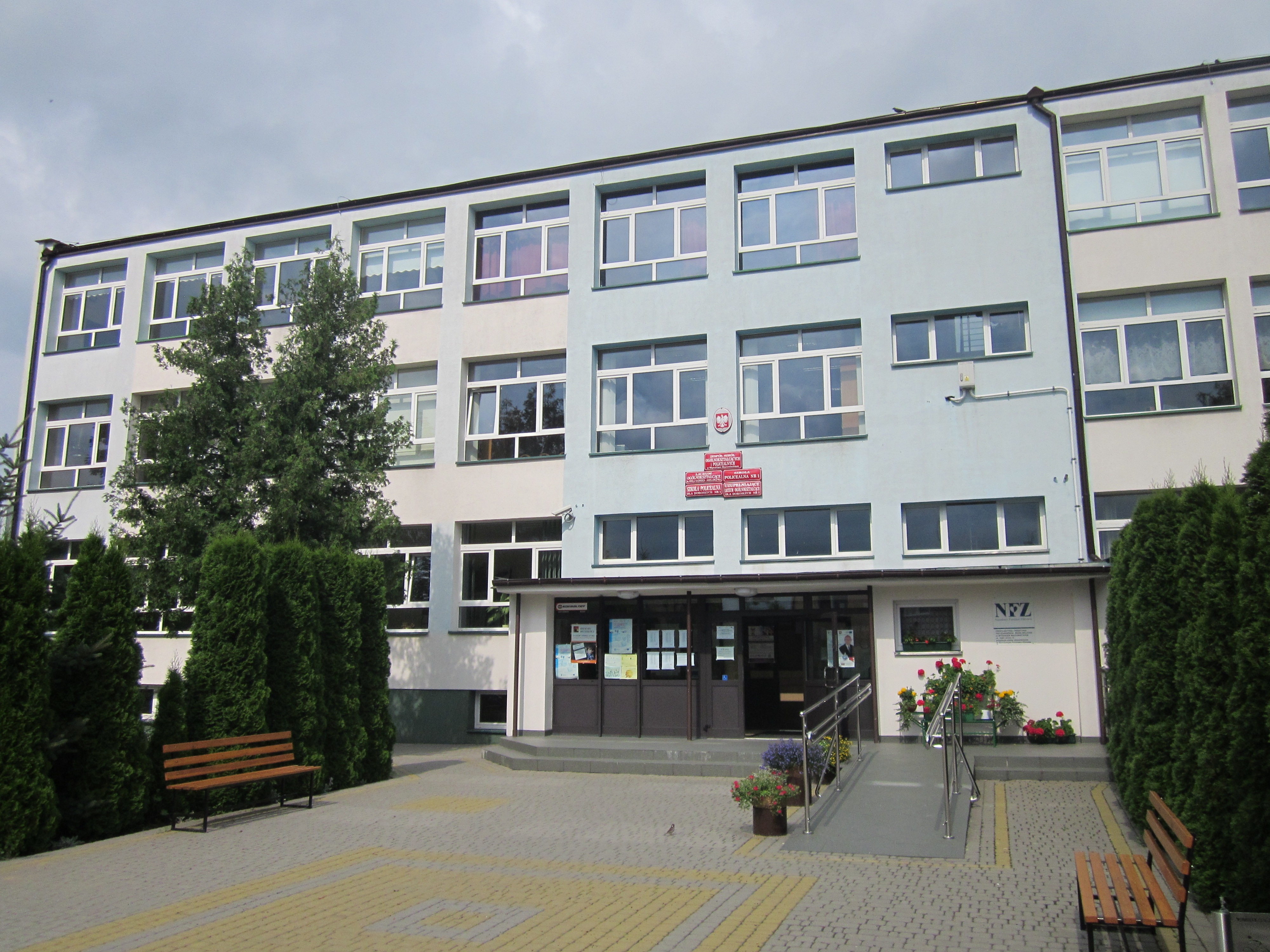
Liceum Ogólnokształcące im. Króla Kazimierza Jagiellończyka

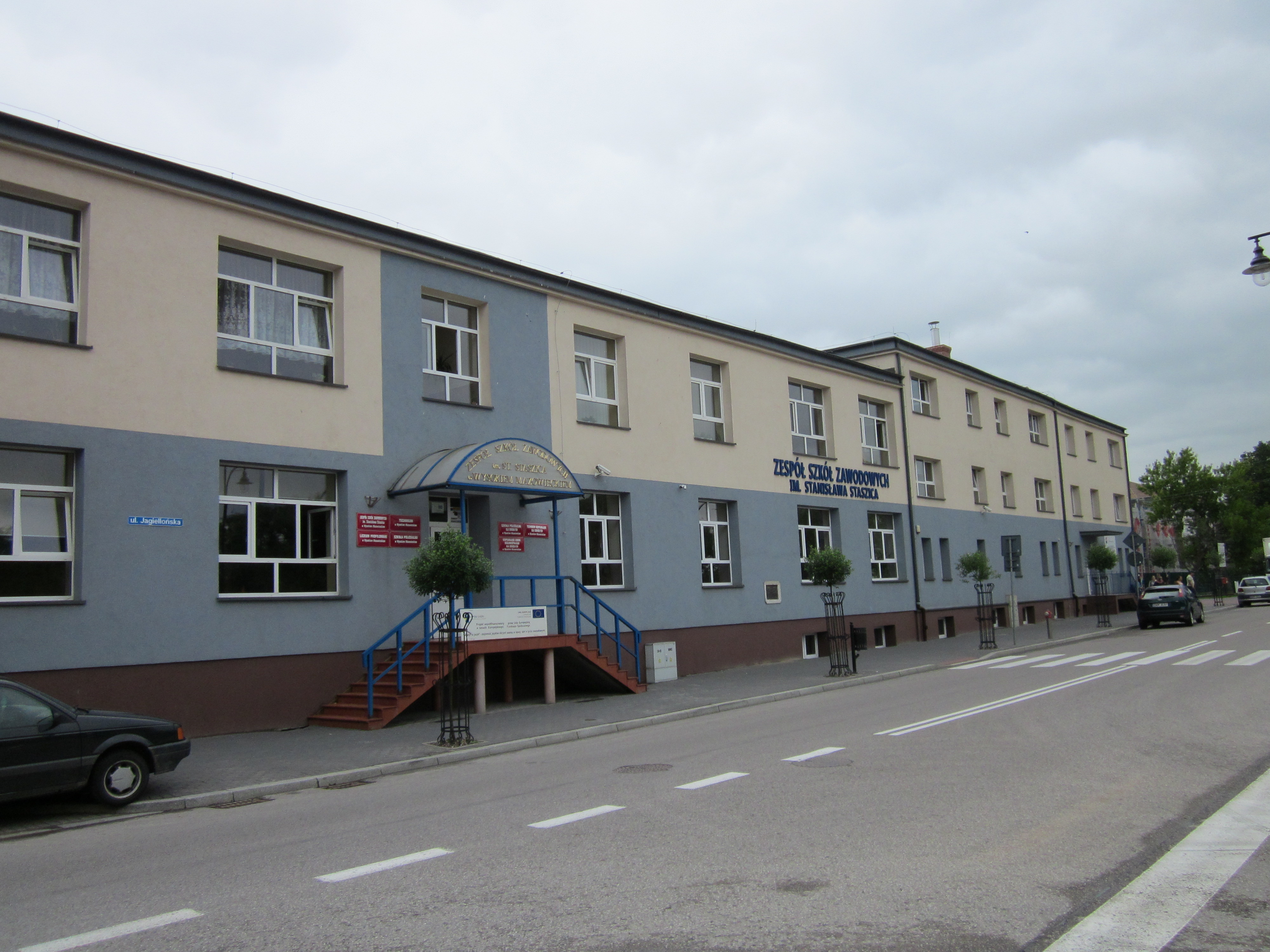
Zespół Szkół Zawodowych im. Stanisława Staszica

Po wyzwoleniu Polski spod okupacji powstaje średnia szkoła ogólnokształcąca i odtworzona zostaje szkoła zawodowa. Utworzone zostaje też Gimnazjum Koedukacyjne Powiatowej Rady Narodowej, której dyrektorem zostaje Halina Łapińska. W szkole pracowało 6 nauczycieli kształcąc 72 uczniów. W 1949 roku rozporządzeniem Ministra Oświaty z dnia 14 marca zmieniono nazwę szkoły na Państwową Szkołę Ogólnokształcącą stopnia licealnego.
W roku 1953 zamknięto szkołę zawodową. Dorobek nauczycieli i mieszkańców miasta został zmarnowany po raz drugi, a wszelka dokumentacja o szkole została zniszczona.
W 1966 roku utworzono szkołę podstawową nr 2 przy ulicy Ludowej w miejscu dotychczasowego Liceum Ogólnokształcącego. Liceum, ze względu na swój szybki rozwój otrzymało nowy budynek przy ulicy 1000-lecia, gdzie funkcjonuje do dziś. Absolwentami liceum byli między innymi: Hanna Kowalewska, Andrzej Janeczko, prof. Henryk Skarżyński.
W 1961 roku reaktywowano Zasadniczą Szkołę Zawodową o kierunku gastronomicznym. W 1974 roku szkoła otrzymała budynek i plac przy ulicy Jagiellońskiej, gdzie w latach 1975–1983 zbudowano kompleks budynków z salą gimnastyczną i boiskiem. Przekształcono również nazwę szkoły na Zespół Szkół Zawodowych, gdzie naukę pobierało 660 uczniów w 16 specjalnościach (w 1980 ta liczba wzrosła do 30, a liczba uczniów do 1000). Placówka stała się jedną z największych w województwie łomżyńskim, kształcąc młodzież w 24 specjalnościach.
W 2004 roku, w związku z reorganizacją szkolnictwa, trzyletnie szkoły zawodowe przeniesiono do nowego kompleksu szkolnego przy ulicy Władysława Pelca – do Centrum Kształcenia Zawodowego, tam też powstało centrum kształcenia praktycznego, wyposażone w nowoczesną bazę szkolenia praktycznego. W placówce tej utworzono Technikum im. Armii Krajowej, które kształci w zawodach technicznych, natomiast w Zespole Szkół Zawodowych im. Stanisława Staszica młodzież uczy się w czteroletnich technikach.
Od 2016 roku w mieście swoją działalność rozpoczęła Samorządowa Szkoła Muzyczna I Stopnia, która mieści się w budynku Miejskiego Zespołu szkół. MZS składa się ze Szkoły Podstawowej nr.2 im Mikołaja Kopernika wcześniej – gimnazjum oraz SSM. W budynku MZS swoją działalność prowadzi, również orkiestra miejska.

## Religia

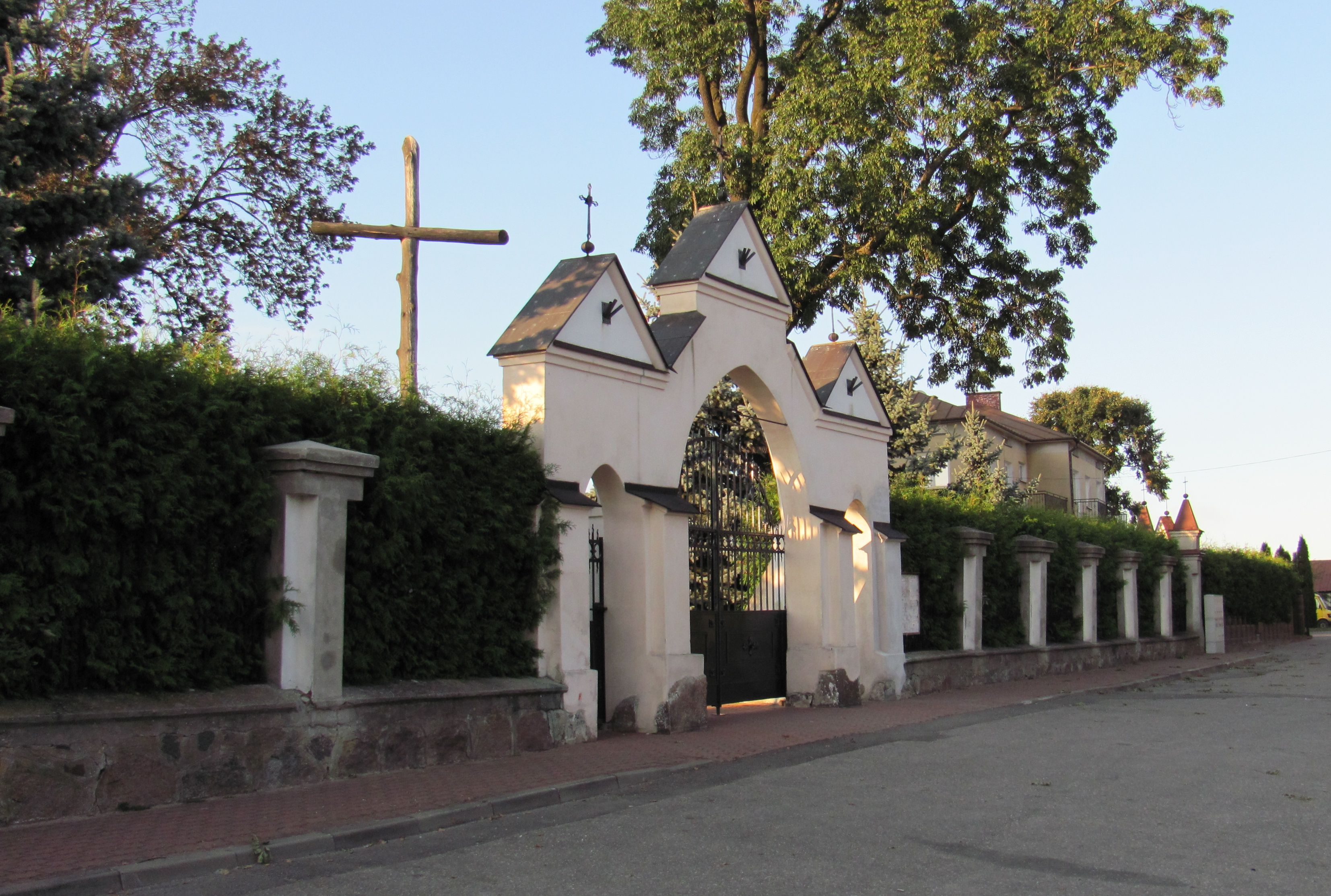
Zabytkowe ogrodzenie z bramą przy kościele pw. św. Jana Chrzciciela

### Parafia pw. św. Jana Chrzciciela

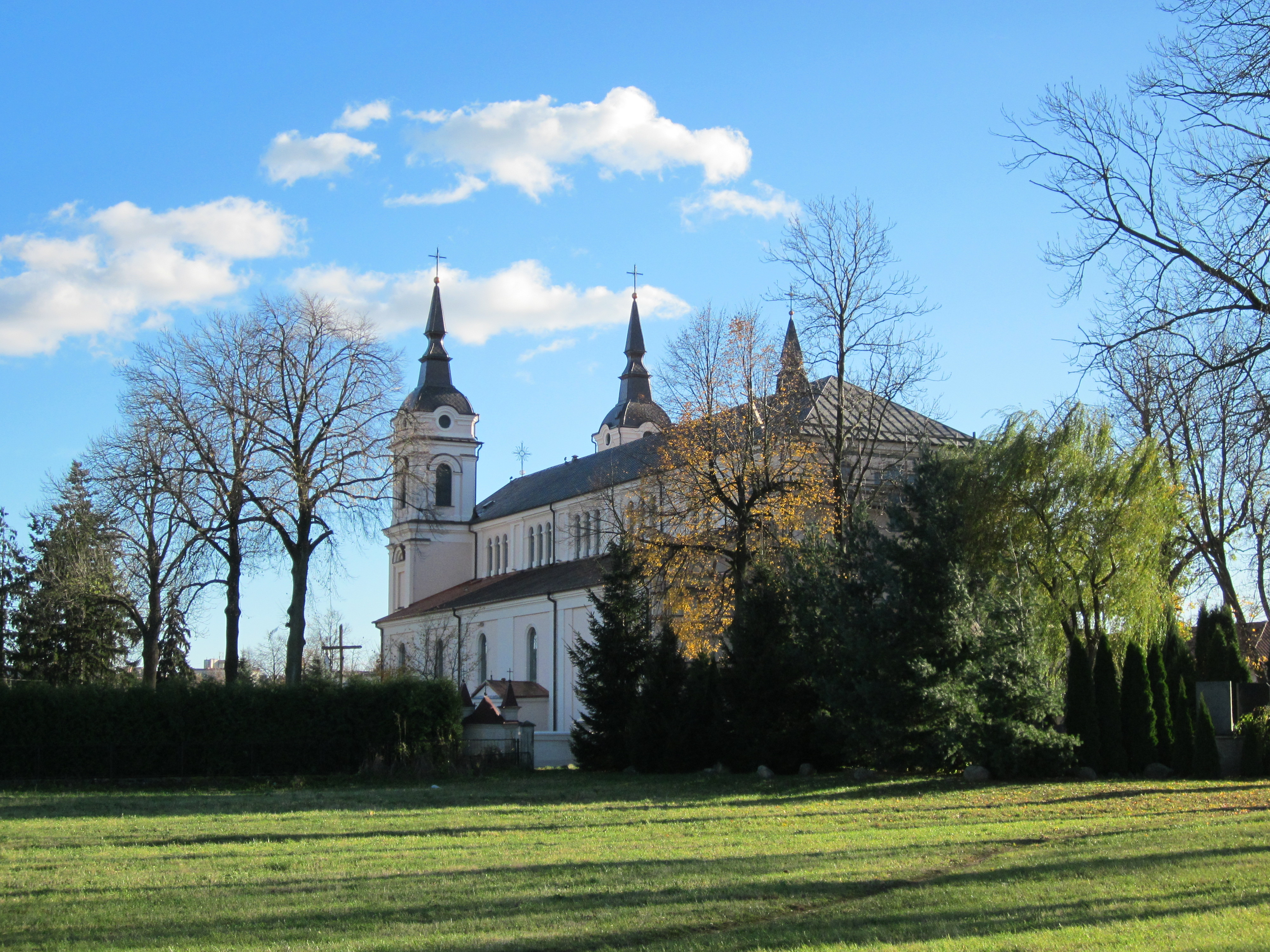
Kościół parafialny pw. św. Jana Chrzciciela

Parafia pw. św.św. Aleksandra, Jana Chrzciciela i Wszystkich Świętych erygowana i uposażona w roku 1496, z fundacji wielkiego księcia litewskiego Aleksandra i Jakuba Dowoynę, starostę drohickiego.
W Zbiorze Zygmunta Glogera znajdującym się w wawelskim oddziale Archiwum Państwowego w Krakowie znajduje się przywilej Aleksandra Jagiellończyka potwierdzający fundację parafii w mieście Wysokie.
Akt sporządzono 5 października 1496 roku w Drohiczynie.
Jak na fundację książęcą otrzymał stosunkowo niewielkie uposażenie: dwie włóki ziemi z ogrodem i łąką, plac na miejsce pod budowę kościoła oraz dziesięciny od mieszczan z Wysokiego, swego rodzaju wyjątkiem wśród innych fundacji było prawo posiadania przez plebana kotła do warzenia piwa. Kościół w Wysokiem był drugim i zarazem ostatnim w ziemi drohickiej pochodzącym z fundacji książęcej do końca XV w.
W roku 1577 kościół odnowiony sumptem Radziwiłłów. W czasie wojen szwedzkich, w roku 1657 spalony. Kolejny drewniany kościół spłonął w roku 1772. W następnym roku, z fundacji Jerzego Potockiego, starosty tłumackiego, wzniesiono kościół drewniany.
Obecny, neobarokowy, murowany, zbudowano w latach 1875–1881 według projektu Stanisława Kucharzewskiego.
Obecnie istnieje możliwość skorzystania z wyszukiwarki osób zmarłych, pochowanych na przyległym cmentarzu.
Zachowane księgi metrykalne z parafii Wysokie Mazowieckie są opracowywane w formie bazy indeksów nazwisk przez grupę projektpodlasie

### Kościół filialny pw. Narodzenia NMP

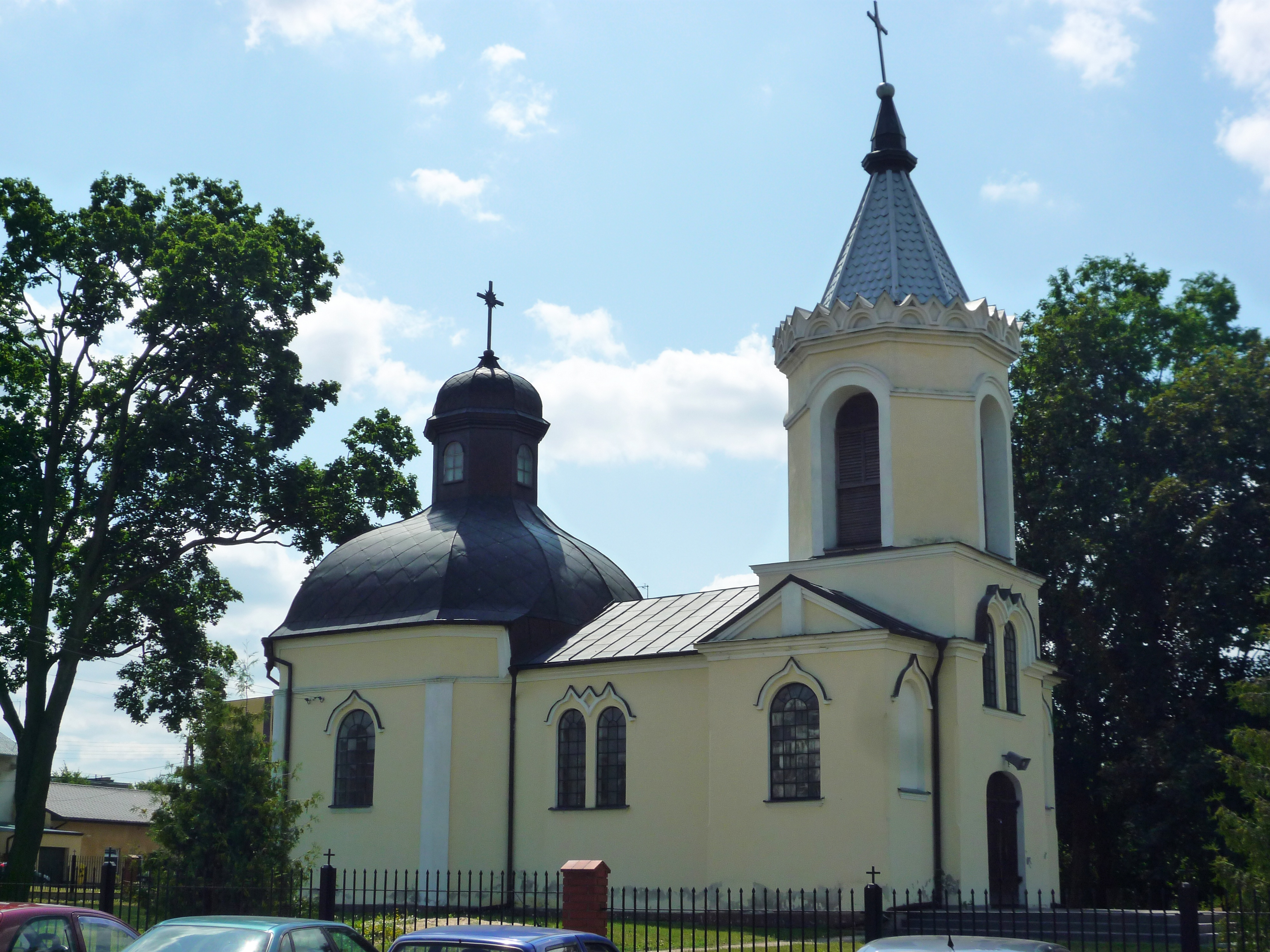
Późnobarokowy kościół filialny pw. Narodzenia NMP (dawna cerkiew unicka)

Pierwotnie w tym miejscu znajdowała się drewniana cerkiew prawosławna, uposażona w 1553 roku przez króla Zygmunta Augusta. Usytuowana była w obrębie dawnego cmentarza cerkiewnego. Po roku 1596 cerkiew stała się świątynią unicką. W 1798 roku w miejscu drewnianej wzniesiono późnobarokową cerkiew murowaną.
Po skasowaniu unii brzeskiej w roku 1875, świątynia stała się z powrotem cerkwią prawosławną. W 1896 roku do istniejącego budynku cerkwi dostawiono prostokątną nawę z wieżą. Była to cerkiew św. św. Kosmy i Damiana.
Podczas 1. wojny światowej w kościółku urządzono magazyn zboża, a po wojnie – skład sprzętu strażackiego. W 1928 roku przeprowadzono remont świątyni, będącej najstarszym budynkiem murowanym w mieście. Przekazana miejscowej parafii rzymskokatolickiej, służy odtąd jako kościół filialny pw. Narodzenia NMP.

### Parafia św. Apostołów Piotra i Pawła

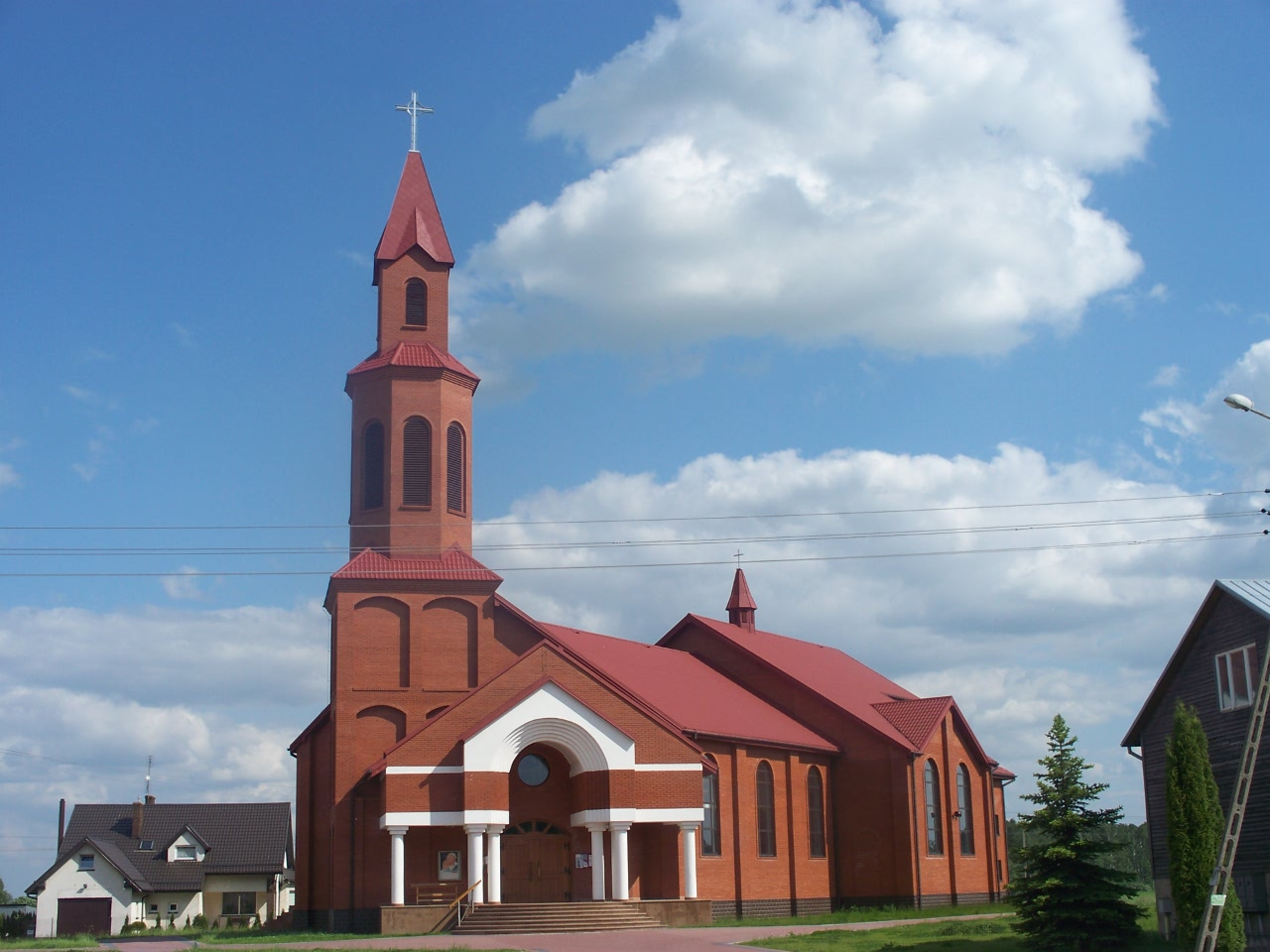
Kościół parafialny pw. św. św. Ap. Piotra i Pawła przy ul. Wspólnej

W roku 1994, w południowej części miasta, staraniem ks. Piotra Bondziula, wikariusza parafii pw. św. Jana Chrzciciela, zbudowano tymczasową drewnianą kaplicę. Pobłogosławiona 22 maja 1994 roku, była kościołem rektorskim do czasu utworzenia parafii.
Parafia św. Apostołów Piotra i Pawła została wydzielona z obszaru parafii św. Jana Chrzciciela, została erygowana 24 grudnia 1995 roku przez Biskupa łomżyńskiego Juliusza Paetza.
W 1997 roku rozpoczęto budowę murowanego kościoła staraniem ks. prob. Piotra Bondziula. Budowa dokończona przez proboszcza Edwarda Łapińskiego. Znajdująca się obok drewniana plebania została wybudowana trzy lata wcześniej.

### Synagoga

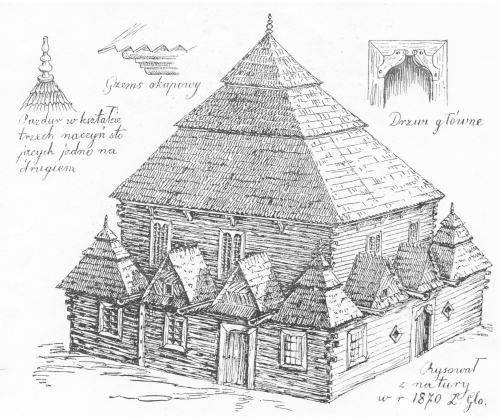
Stara synagoga rys. Zygmunt Gloger (1870)

Stara Synagoga została wybudowana ok. 1722 r. Był to budynek drewniany, trójkondygnacyjny, kryty gontem. Babińce składały się z pojedynczych domków, które nakryte były oddzielnymi daszkami. W 1858 była w „średnim” stanie i wymagała remontu. Ze względu na zły stan i groźbę zawalenia bożnica została rozebrana w pod koniec lat 70. XIX w.
W 1929 w mieście społeczność żydowska posiadała bożnicę.

## Architektura
Obiekty zabytkowe:

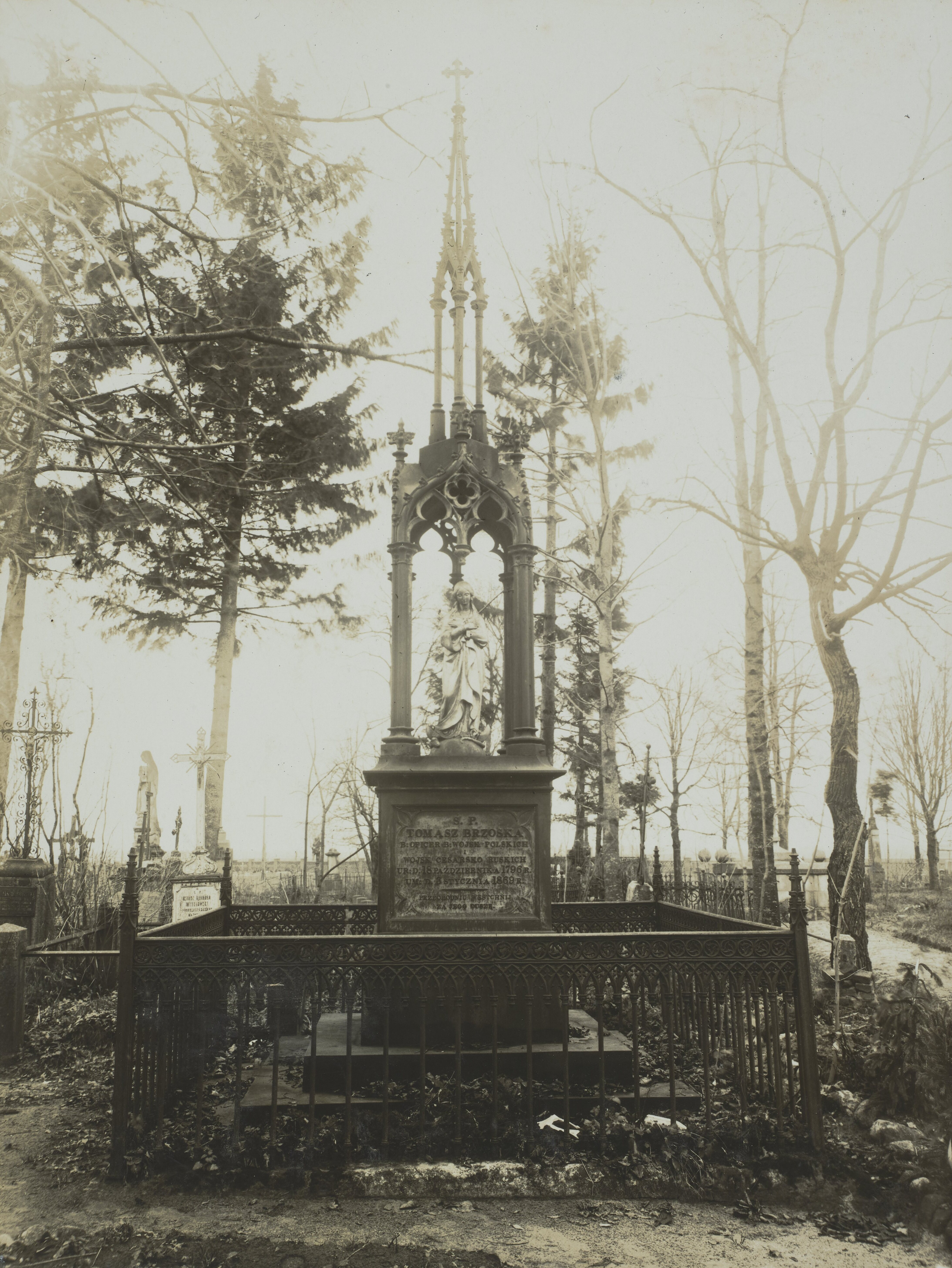
Grobowiec Tomasza Brzoski, ofic. W. P. z r. 1831 na cmentarzu przy ul. Zambrowskiej

- zespół kościoła parafialnego, nr rej.: A-236 z 18.11.1986:
  - kościół pw. św. Jana Chrzciciela, 1875
  - kostnica, 3 ćw. XIX w.
  - ogrodzenie z bramą i 3 kapliczkami, 3 ćw. XIX w.
- plebania, ul. Kościelna, 1898
- dawna cerkiew unicka, obecnie rzymskokatolicki kościół filialny pw. Narodzenia NMP, 1798, 1896, nr rej.: A-226 z 5.09.1986
- cmentarz rzymskokatolicki (część), nr rej.: 367 z 20.04.1988
- nowy cmentarz żydowski, ul. Żwirki i Wigury, nr rej.: 371 z 20.04.1988
- istniał też stary cmentarz żydowski, lecz został zniszczony i obecnie brak po nim jakiegokolwiek śladu (nie jest zabytkiem)[34].

## Demografia
Według danych z 30 czerwca 2012 r. miasto miało 9517 mieszkańców a według stanu ludności zameldowanej na pobyt stały w dniu 1 maja 2025 r. było 8856 mieszkańców. Wysokie Mazowieckie jest 15 miastem w województwie podlaskim pod względem liczby ludności.
Dane z 30 czerwca 2012:
| Opis                              | Ogółem    | Ogółem    | Kobiety   | Kobiety   | Mężczyźni | Mężczyźni |
| --------------------------------- | --------- | --------- | --------- | --------- | --------- | --------- |
| jednostka                         | osób      | %         | osób      | %         | osób      | %         |
| populacja                         | 9 517     | 100       | 4917      | 51,38     | 4600      | 48,62     |
| powierzchnia                      | 15,24 km² | 15,24 km² | 15,24 km² | 15,24 km² | 15,24 km² | 15,24 km² |
| gęstość zaludnienia (mieszk./km²) | 624,48    | 624,48    | 322,64    | 322,64    | 301,84    | 301,84    |

- Wykres liczby ludności miasta Wysokie Mazowieckie od 1580 roku.

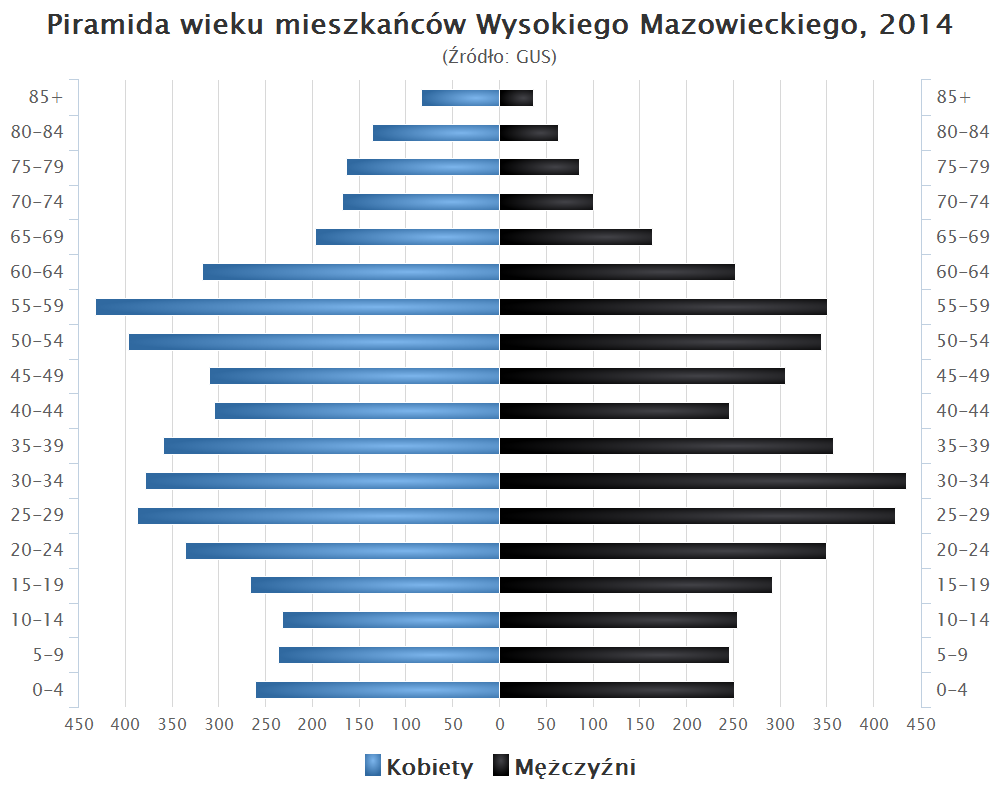
Piramida wieku mieszkańców Wysokiego Mazowieckiego w 2014 roku

Źródła.

## Gospodarka
W Wysokiem znajduje się główna siedziba Spółdzielni Mleczarskiej „Mlekovita”.
Działają także mniejsze przedsiębiorstwa w branży budowlanej, drogowej, metalowej, spożywczej i samochodowej (ZŁOM – BUD, TRAKT, „KRASPOL” i inne).
W 2018 roku miasto znalazło się na pierwszym miejscu w kraju pod względem wydatków na inwestycje w latach 2015–2017 według rankingu „Wydatki inwestycyjne samorządów” prowadzonego przez pismo „Wspólnota”. Brano pod uwagę dochody własne miasta i otrzymane subwencje, które następnie dzielono przez liczbę ludności. Od kilku lat Wysokie Mazowieckie jest jednym z najbogatszych miast w województwie podlaskim.

## Transport

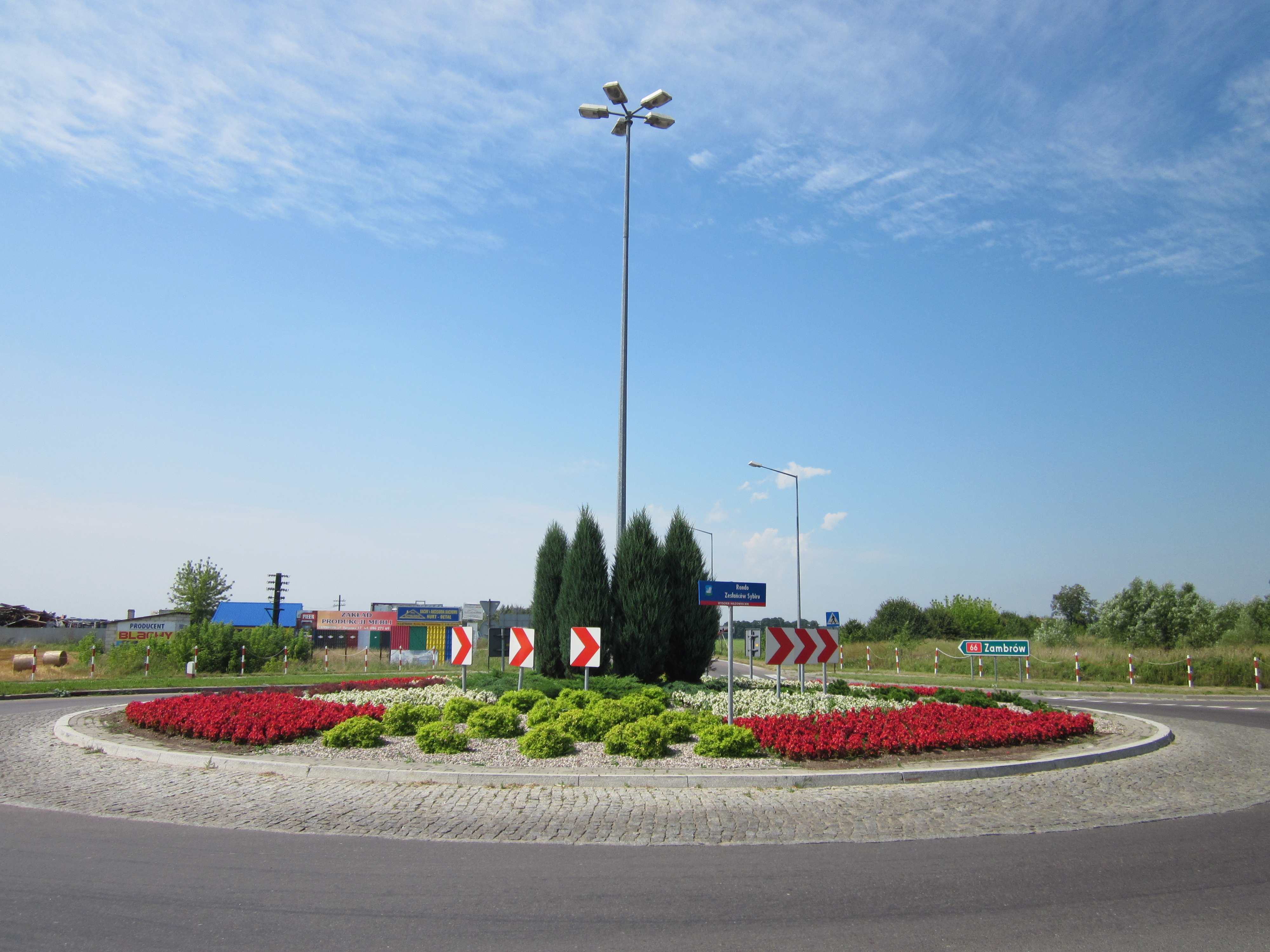
Rondo imienia Zesłańców Sybiru, łączące drogi z Zambrowa i Białegostoku

Wysokie Mazowieckie położone jest przy drodze krajowej nr 66 (Zambrów – Wysokie Mazowieckie – Bielsk Podlaski – Połowce) oraz drodze wojewódzkiej nr 678 (Wysokie Mazowieckie – Białystok).
Najbliższa kolejowa stacja pasażersko-towarowa znajduje się w pobliskim mieście Szepietowo, dokąd można dojechać autobusem PKS. Zapewnia ona połączenia z Warszawą, Białymstokiem, Wrocławiem, Krakowem, Suwałkami i innymi miastami.
Przewozy autobusowe zapewnia przedsiębiorstwo PKS Zambrów. Utrzymywane są linie do Warszawy, Łomży i Białegostoku oraz lokalne do Ciechanowca, Brańska, Czyżewa, Szepietowa, Zambrowa i innych.

## Sport i rekreacja

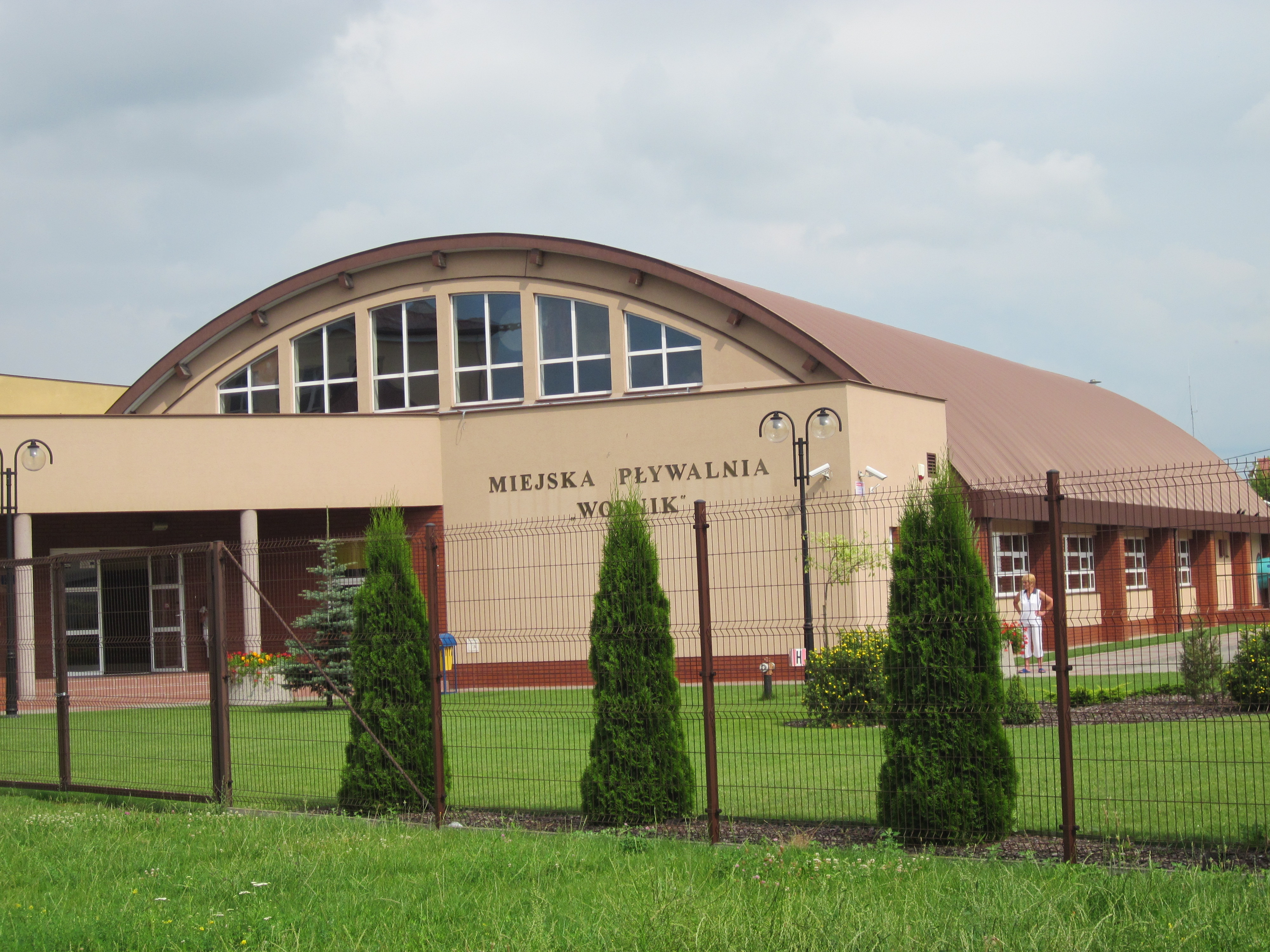
Miejska Pływalnia Wodnik

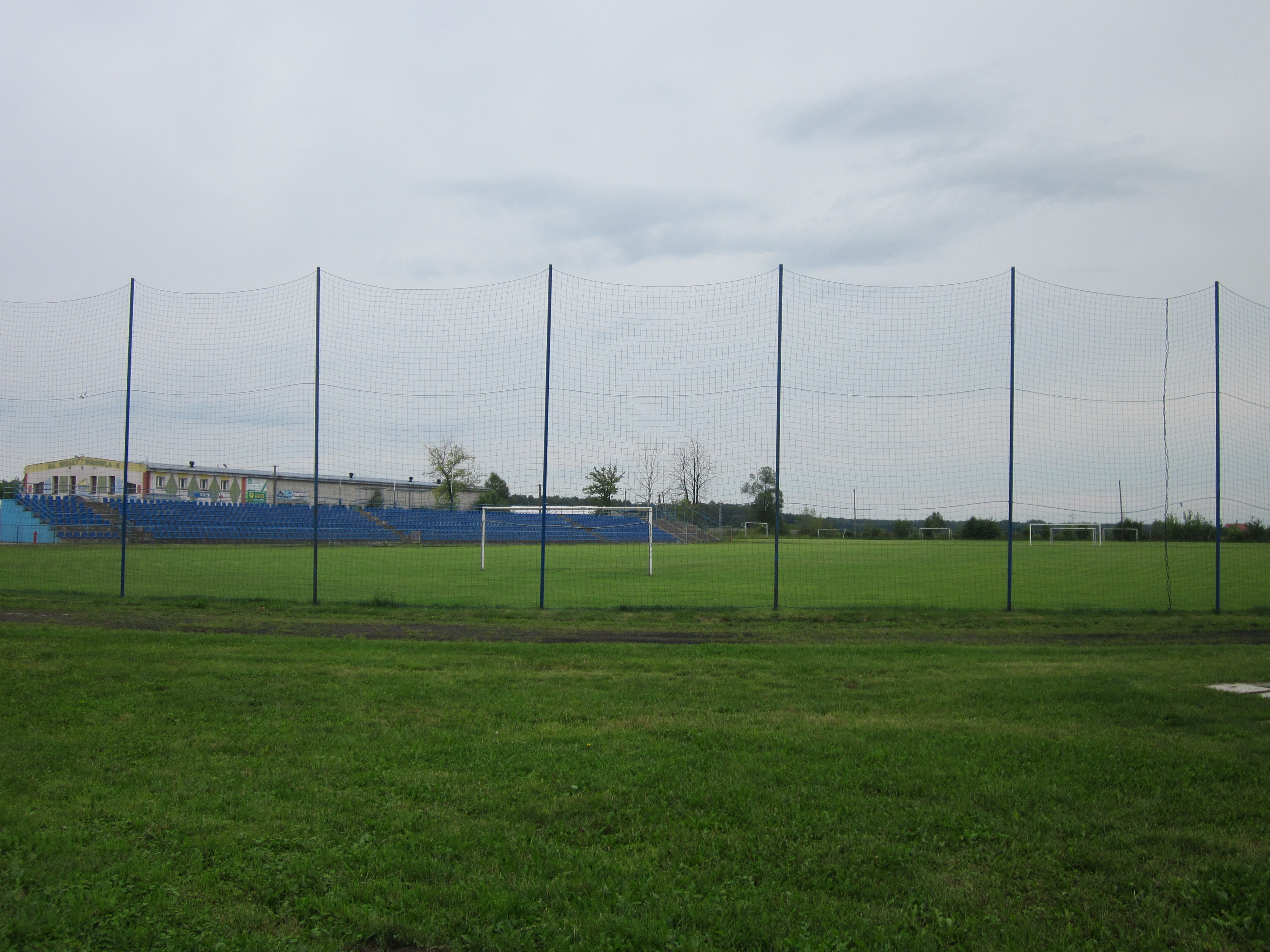
Stadion Miejski w Wysokiem Mazowieckiem

W mieście działa od 1955 roku klub piłkarski MKS Ruch Wysokie Mazowieckie. Klub powstał z połączenia Ogniwa i Gwardii, przyjmując nazwę Ruch. Pomysłodawcą nazwy był pierwszy prezes klubu, będący jednocześnie prezesem firmy kolportującej prasę o tej samej nazwie. Pod taką nazwą drużyna występowała do 1957, którą wtedy zmieniono na Ruch-Budowlani. Później klub jeszcze wielokrotnie zmieniał nazwę LZS (Ludowy Zespół Sportowy) Społem – 1961, LKS (Ludowy Klub Sportowy) Ruch – 1964–1967, Międzyzakładowy Klub Sportowy Ruch – 1967–1992, Klub Sportowy Ruch – 1992–1996. Kolejne zmiany nazwy spowodowane były wymogami ówczesnego sponsora. W 1996, a dokładniej 22 lipca do nazwy dodano przedrostek będący jednocześnie nazwą sponsora (Mlekovita) – KS Mlekovita-Ruch, a od 7 lipca 2000 już tylko KS Mlekovita. W 2006 zmieniono ją na KS Freskovita (od nowej linii produktów sponsora – SM Mlekovita). Kibice nie respektowali takiej nazwy i ciągle pozostawali wierni tradycyjnej. Ostatecznie w 2010 powrócono do historycznej nazwy Ruch Wysokie Mazowieckie. W 2016 roku zakończono modernizację stadionu miejskiego polegającą na budowie zadaszenia i poprawy trybuny.

## Media lokalne

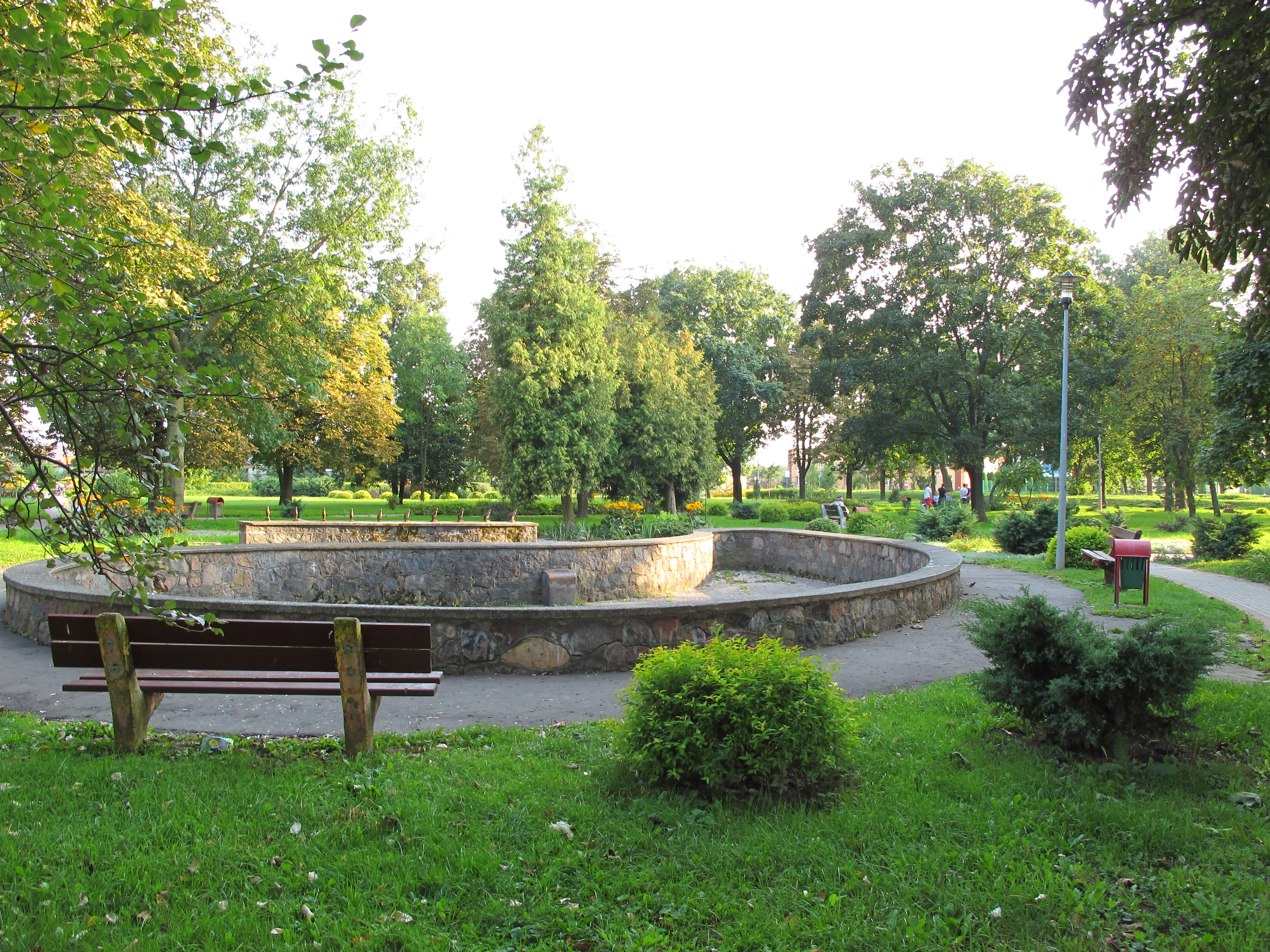
Park przy ulicach 1 Maja i Ludowej

- Gazety:
  - Echo Wysokiego
  - Głos Wysokomazowiecki
  - Wiadomości Wysokomazowieckie
- Portale internetowe:
  - eWysMaz.pl
  - wysokomazowiecki24.pl.

## Współpraca międzynarodowa
Miasta i gminy partnerskie:
- Alpiarça – Portugalia – data podpisania umowy: 29 maja 2001 r.
- Mejszagoła – Litwa – data podpisania umowy: 12 września 2010 r.

Współpraca miast:
- Wysokie – Białoruś – data podpisania umowy: 11 marca 1994 r.[48]

Parafia pod wezwaniem Św. Jana Chrzciciela w Wysokiem Mazowieckiem podczas ŚDM 2016 współpracowała z Włoskim miastem Udine.

## Burmistrzowie

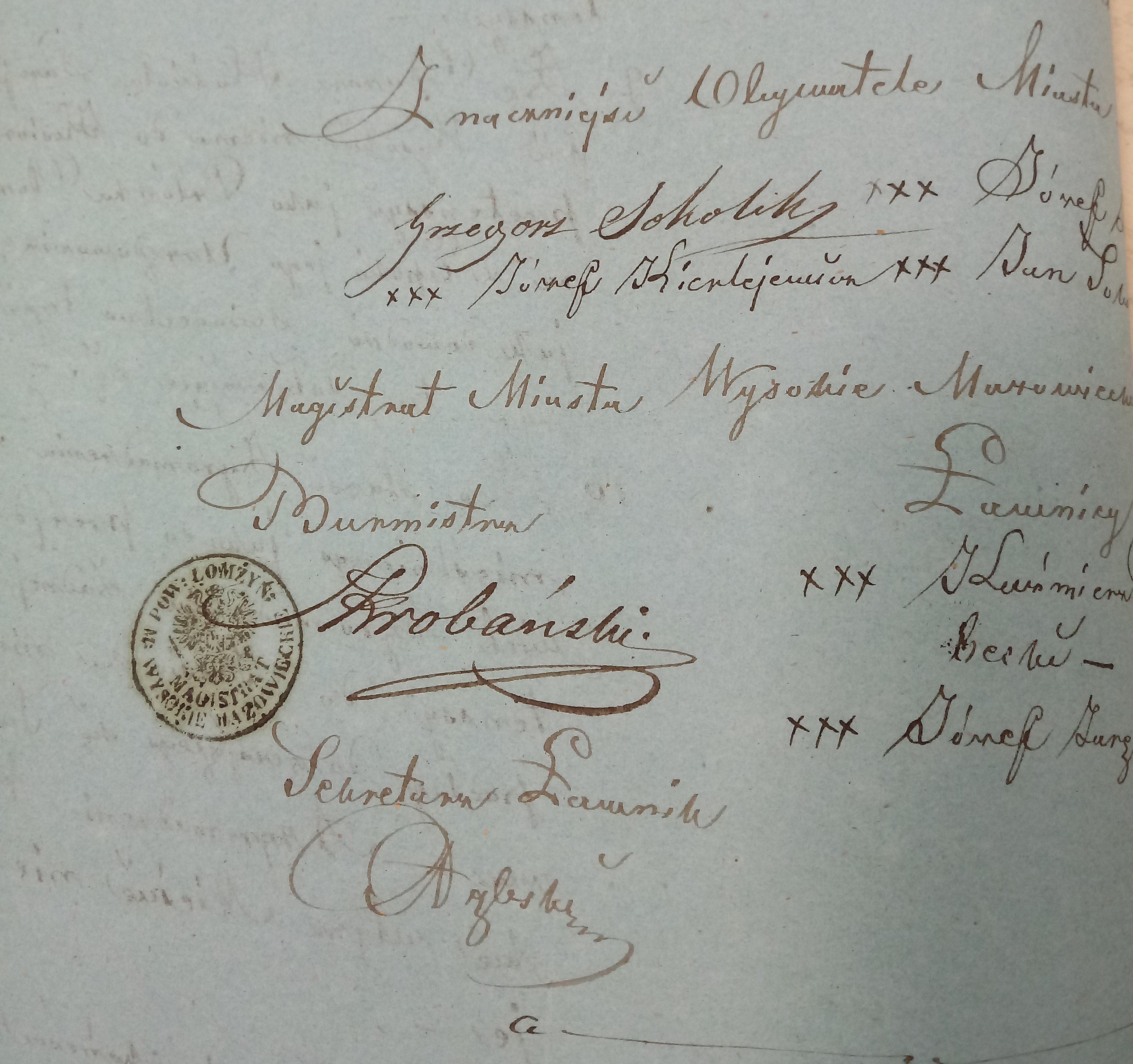
Podpis burmistrza miasta Stanisława Skrobańskiego – 1864 r.

Burmistrzowie pracujący w urzędzie miasta (od roku 1676):

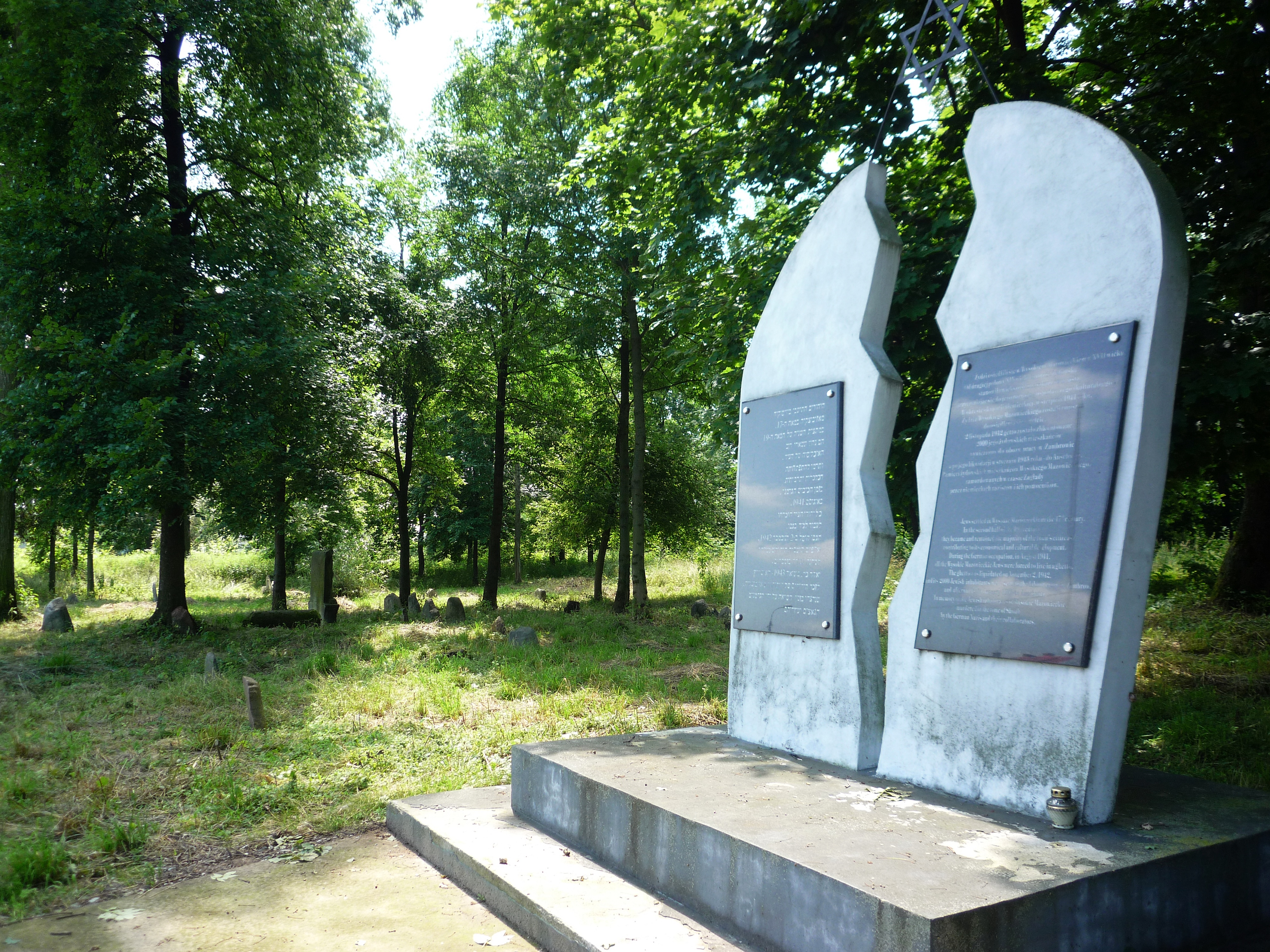
Cmentarz żydowski przy ul. Żwirki i Wigury

- Wojciech Czerlicki (1676)[49]
- Julian Łupiński (17.12.1811)
- Piotr Konarzewski (12.09.1820)
- Tyborowski (1835)
- Antoni Bielski (4/16.08.1839 – 1852)
- Ludwik Kosiorek (6/18.09.1852, 23.02/07.03.1859)[50].
- Stanisław Skrobański (28.08./09.09.1863)
- Jan Sztyler (27.11.1918, 02.05.1919)
- Grzegorz Gozdowski (1920)
- Jan Skarżyński (1926–1927,1930)
- Dawid Jakobi p.o. burmistrza (od 1.02.1931, wiceburmistrz w 1939)
- Stanisław Moczulski (do 01.08.1936)
- Adam Zieliński (1939)
- Ludwik Zaręba? (powołany przez władze niemieckie w 1941 r. wywieziony z rodziną do ZSRR)

## Naczelnicy
Naczelnicy pracujący wspólnie miasto-gmina (od roku 1976):
- Witalis Wnorowski (1976)
- Stanisław Żebrowski (1978)
- Józef Chrzanowski (1981–1988)
- Józef Szepietowski (1989)
- Marek Skarżyński (1990)

## Burmistrzowie
Burmistrzowie pracujący w urzędzie miasta (od roku 1990):
- Edward Roszkowski (1990–1992)[51].
- Mieczysław Kaczyński (1994, 1998)
- Jarosław Siekierko (od 1998)